# MSC Meraviglia
O MSC Meraviglia é um navio de cruzeiro construído pelos estaleiros da STX Europe em Saint-Nazaire e operado pela MSC Crociere. O Meraviglia é a principal embarcação dos novos navios "Vista Project" da MSC, junto com o MSC Bellissima, cada um deles possuíndo uma capacidade de 4500 passageiros. Quando entrou em serviço em junho de 2017, foi o quarto maior navio de cruzeiros do mundo, apenas atrás dos navios da Classe Oasis da Royal Caribbean.
O navio operou inicialmente no Mediterrâneo Ocidental, mas no outono de 2019 foi transferido para Miami, substituindo o MSC Divina e navegando para o Caribe como parte de um programa de expansão da MSC.
As instalações no Meraviglia incluem um passeio com um longo teto de LED, um parque aquático com toboáguas, arborismo e um teatro. O navio também conta com mais de 10 salas de jantar e um spa.
O nome da embarcação foi anunciado e seu primeiro corte de aço ocorreu em uma cerimônia realizada em Saint-Nazaire em 20 de abril de 2015. O navio foi formalmente nomeado em 3 de junho de 2017 por sua madrinha, a atriz italiana Sophia Loren em uma cerimônia em Le Havre, contando com a participação do ator francês Patrick Bruel, o grupo musical Kids United e o comediante Gad Elmaleh.
A construção do Meraviglia foi exibido no segundo episódio da série de TV "Building Giants" da Discovery Science, intitulada "Monster Cruise Ship".

## Galeria

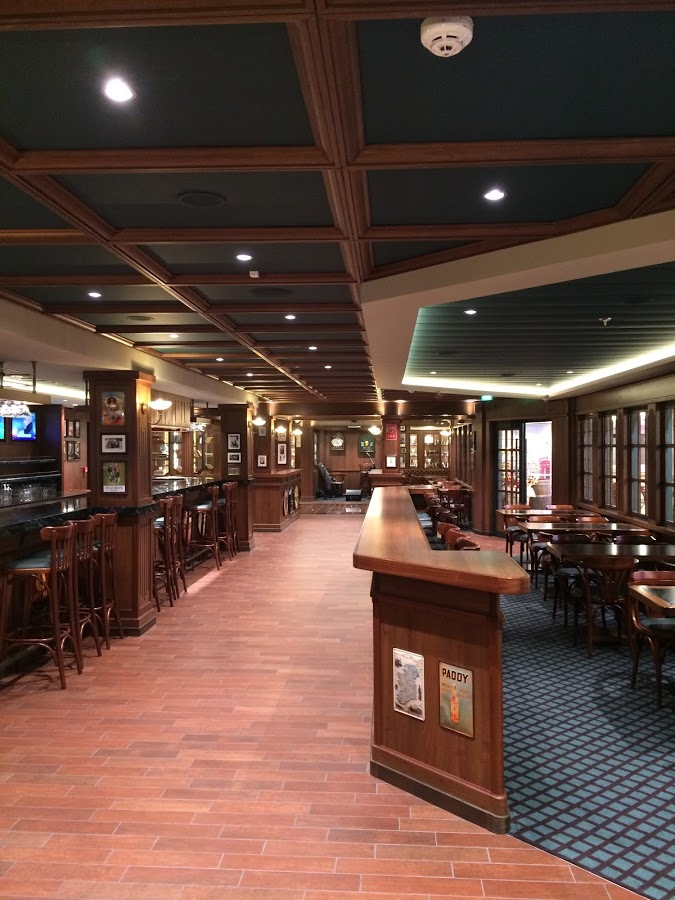
Vista interior da Bronze Anchor, um pub com temática britânica a bordo do Meraviglia.
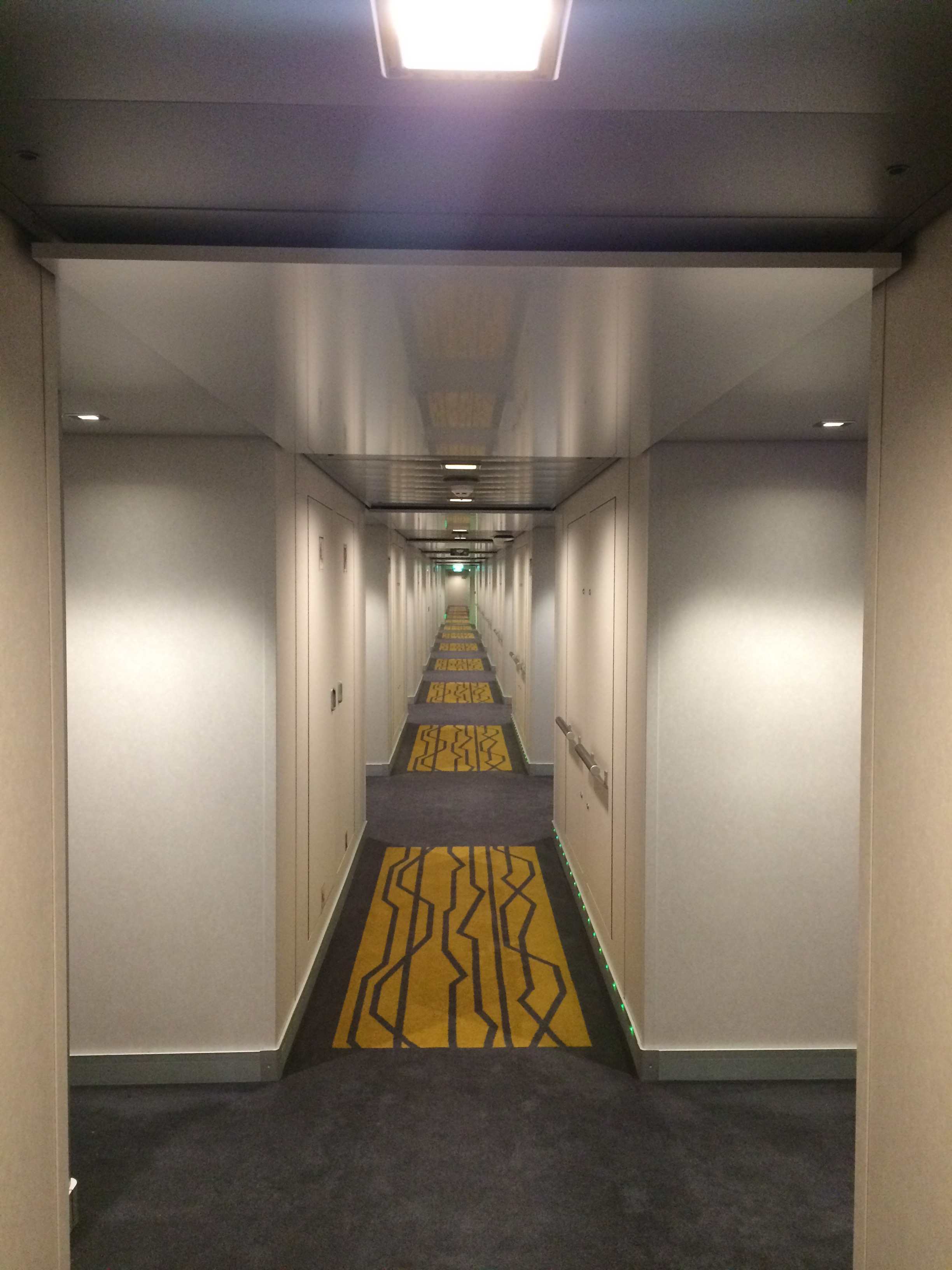
Um corredor a bordo do Meraviglia.
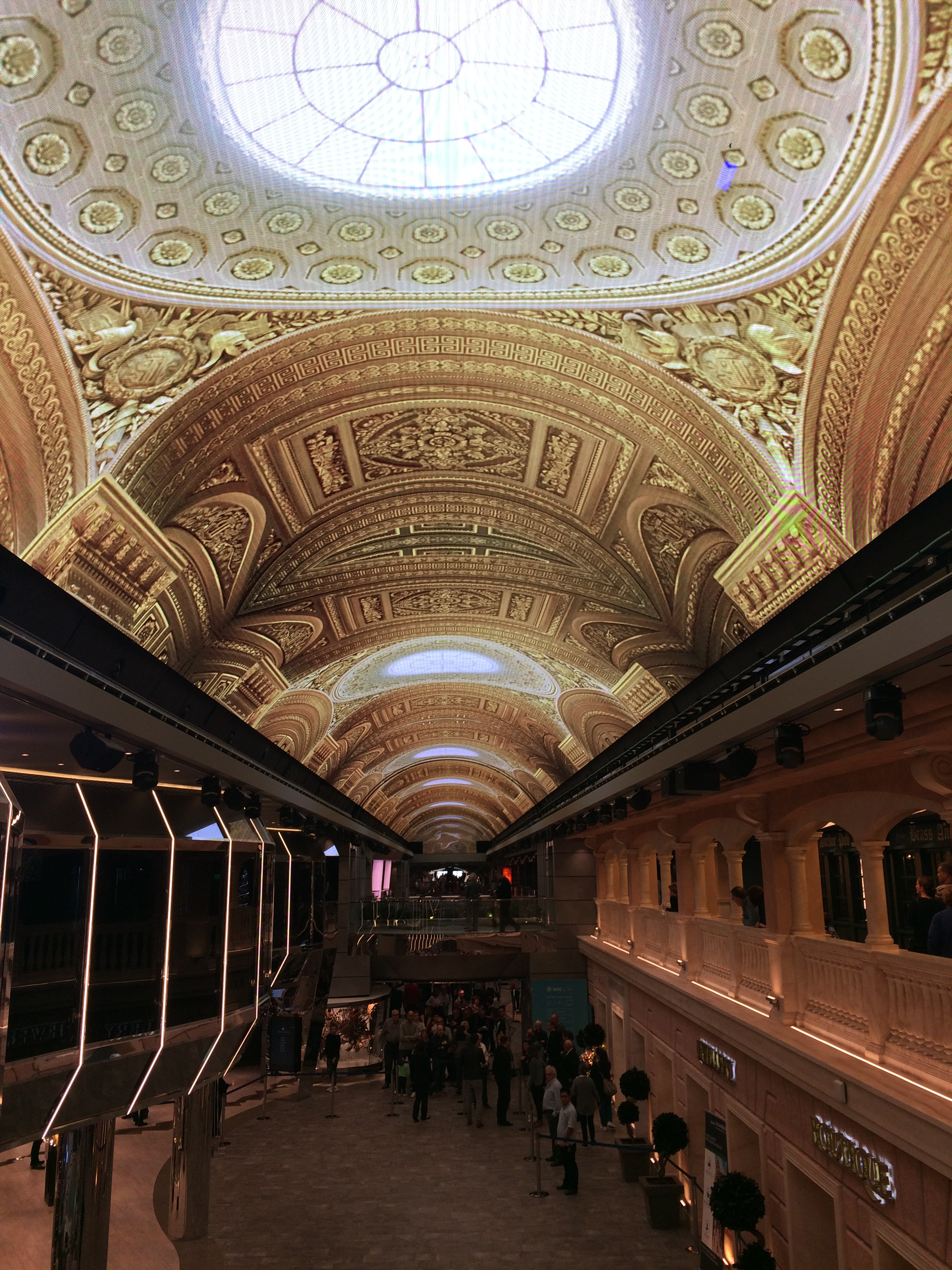
Teto digital a bordo do Meraviglia. A tela de LED que cobre o teto muda a imagem exibida dependendo do horário.
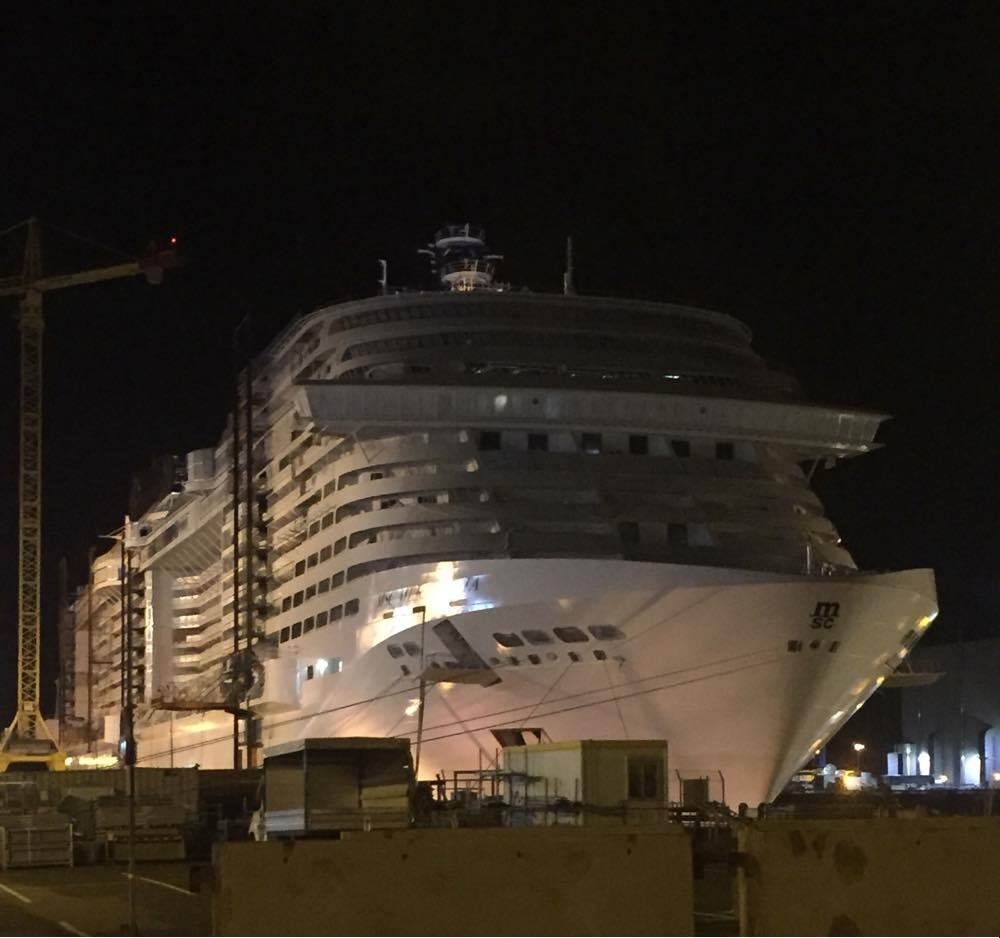
O Meraviglia durante sua construção em Saint-Nazaire.